# 二羟基亚甲基卡宾
二羟基亚甲基卡宾是一种有机化合物，化学式为C(OH)2，是甲酸不稳定的异构体。目前没有证据表明它能存在于溶液中，但已在气相中被检测到。它是亚碳酸根的共轭酸。很多相关的卡宾是已知的，尽管它们只能短暂存在。

## 亚碳酸盐
二羟基亚甲基卡宾的共轭碱是亚碳酸根 CO2−
2。它的碱金属盐，例如Li
2CO
2、K
2CO
2和Cs
2CO
2已在15 K下观测到。由于碳上的孤电子对，质子化亚碳酸盐会产生甲酸和甲酸盐，而不是二羟基亚甲基卡宾。
在较低的金属浓度下，二羟基亚甲基卡宾会形成一价阴离子 CO−
2，而不是CO2−
2。当使用钠反应时，没有探测到亚碳酸盐。在低温实验中获得的碱金属亚碳酸盐会分解成碳酸盐（释放一氧化碳）或草酸盐。在氧存在下，亚碳酸盐会迅速氧化成碳酸盐。
亚碳酸根离子的存在与一氧化碳可以被氧化钙、氧化镁和二氧化铈吸收有关。碳原子可以通过配位键连接到底物上的氧原子。亚碳酸根会和过量的一氧化碳反应，形成烯酮式阴离子 O=C=CO2−
2。
红外光谱学确认了亚碳酸根是角形分子构型，O−C−O键角在120°和130°之间，具体看阳离子。金属原子与两个氧原子都有相互作用。然而，亚碳酸锂和亚碳酸铯的两种几何排列，其中只有一种在两个氧原子上对称。